# Chalcidoptera contraria
Chalcidoptera contraria is een vlinder uit de familie van de grasmotten (Crambidae). De wetenschappelijke naam van deze soort is voor het eerst gepubliceerd in 1917 door Max Gaede.
De soort komt voor in Gambia, Liberia, Togo, Nigeria, Kameroen en Congo-Kinshasa.